# Kaptodiam
Kaptodiam (INN), kaptodiamin) je antihistamin koji je u prodaji pod imenima Kovatin, Kovatiks, i Suvren. On se koristi kao sedativ i anksiolitik. On je derivat difenhidramina.
Jedna studija iz 2004. sugeriše da kaptodiam može da bude koristan u sprečavanju sindroma benzodiazepinskog povlačenja kod ljudi koji prekidaju benzodiazepinski tretman.